# HK Poprad
A HK Poprad egy szlovák jégkorongcsapat a szlovákiai Poprádon. A csapat a szlovák Tipsport liga keleti konferenciájában játszik. Összesen 12 alkalommal nyerte el a Tátra-kupát, amivel a kupamérkőzés legsikeresebb csapata. A klub gyakori beceneve a Kamzíci, ami szlovákul zergét jelent.

## Története
A csapatot 1930-ban alapították.
A 2011-12-es szezonban a városban játszott a Lev Poprad nevű csapat a Kontinentális Jégkorongligában játszott, azonban a következő szezonra Prágába költözött, így a HK Poprad vezetése is jelentkezett a KHL-be a Slovan Bratislava csapatával együtt, de végül a poprádiak nem tudták teljesíteni a KHL követeléseit, így nem nyertek felvételt az orosz bázisú bajnokságba.
A 2023-24-es szezonban a csapat betétcsapata a másodosztályú TIPOS Slovenská hokejová ligában játszó AquaCity Pikes volt, azonban a következő szezonra megszűnt. A csapat története során először végzett a szlovák első osztályban az alapszakasz első helyén, így elnyerve a Dušan Pašek-kupát.

### Korábban használt nevek
- 1930 – PAC Poprad
- 1931 – Karpathenverein Poprad
- 1931 – HC Poprad
- 1935 – HC Tatry
- 1939 – HC Tatry-Poprad
- 1945 – HC Tatry Poprad
- 1948 – Sokol Tatry Poprad
- 1950 – ZSJ Sokol Tatranské píly Poprad
- 1953 – DŠO Tatran Tatranské píly Poprad
- 1956 – TJ Lokomotíva Poprad Tatrapíly
- 1959 – TJ Lokomotíva Vagónka Poprad
- 1964 – TJ Lokomotíva Vagónka Stavbár Poprad
- 1975 – TJ Lokomotíva Stavbár Poprad
- 1978 – TJ Pozemné stavby (PS) Poprad
- 1989 – TJ Červená hviezda PS Poprad
- 1990 – TJ Športový klub polície (ŠKP) PS Poprad
- 1993 – HC ŠKP PS Poprad
- 1994 – HC ŠKP PS Poprad-Tatry
- 1995 – HC ŠKP PS Poprad
- 1997 – HC ŠKP Poprad
- 2001 – HK ŠKP Poprad
- 2004 – HK Tatravagónka ŠKP Poprad
- 2006 – HK AquaCity ŠKP Poprad
- 2009 – HK ŠKP Poprad
- 2011 – HK AutoFinance Poprad
- 2013 – HK Poprad

## Helyezések

### Csehszlovákia
Szlovák bajnokság – 12 szezon
- 1. hely: 1933, 1934, 1935, 1936, 1948, 1948/49, 1950/51
- 2. hely: 1942
- 3. hely: 1943, 1944
- Ismeretlen helyezés: 1932
- Elmaradt bajnokság: 1939

Csehszlovák Extraliga – 9 szezon
- 3. hely: 1937/38
- 4. hely: 1936/37
- 9. hely: 1945/46
- 11. hely: 1946/47
- 12. hely: 1951/52, 1952/53, 1992/93
- 13. hely: 1991/92
- 17. hely: 1953/54

2. Česko-slovenská hokejová liga – 10 szezon
- 1. hely: 1949/50, 1954/55
- 4. hely: 1956/57, 1960/61
- 5. hely: 1955/56
- 7. hely: 1957/58, 1961/62
- 9. hely: 1962/63
- Ismeretlen helyezés: 1958/59, 1959/60

1. slovenská národná hokejová liga – 28 szezon
- 1. hely: 1969/70, 1980/81, 1984/85, 1990/91
- 2. hely: 1966/67, 1979/80, 1981/82, 1987/88
- 3. hely: 1968/69, 1970/71, 1977/78, 1978/79, 1982/83, 1985/86
- 4. hely: 1963/64, 1965/66
- 5. hely: 1964/65, 1976/77, 1986/87,1988/89,
- 6. hely: 1967/68, 1973/74, 1983/84
- 8. hely: 1989/90
- 9. hely: 1972/73, 1975/76
- 10. hely: 1971/72
- 11. hely: 1974/75

### Szlovákia
Szlovák Extraliga – 31 szezon
- 2. hely: 2005/06, 2010/11, 2020/21
- 3. hely: 1996/97, 1997/98
- 4. hely: 1994/95, 1999/00, 2000/01, 2001/02, 2014/15, 2018/19, 2019/20
- 5. hely: 1995/96, 2013/14, 2023/24
- 6. hely: 1993/94, 2006/07, 2011/12, 2015/16, 2017/18, 2021/2022
- 7. hely: 1998/99, 2002/03, 2004/05, 2007/08, 2009/10, 2012/13, 2016/17
- 8. hely: 2003/04
- 9. hely: 2022/23
- 11. hely: 2008/09

## Statisztikák
| Főszezon | Főszezon | Főszezon | Főszezon | Főszezon | Főszezon | Főszezon | Főszezon | Főszezon | Rájátszás                      | Rájátszás                      | Rájátszás | Rájátszás |
| Szezon   | LM       | GY       | GY. H.   | V. H.    | V        | G        | P        | Helyezés | Kvalifikáció                   | Negyeddöntő                    | Elődöntő  | Döntő     |
| -------- | -------- | -------- | -------- | -------- | -------- | -------- | -------- | -------- | ------------------------------ | ------------------------------ | --------- | --------- |
| 2022–23  | 50       | 17       | 9        | 3        | 21       | 151-153  | 72       | 7.       | Vereség a HK Nitra ellen (0-3) | -                              | -         | -         |
| 2023–24  | 50       | 27       | 5        | 3        | 15       | 163:119  | 94       | 1.       | -                              | Vereség a HK Nitra ellen (2-4) | -         | -         |
| 2024–25  | 54       | 24       | 4        | 6        | 20       | 178:144  | 86       | 6.       | -                              | Vereség a HK Nitra ellen (2-4) | -         | -         |

## Játékoskeret

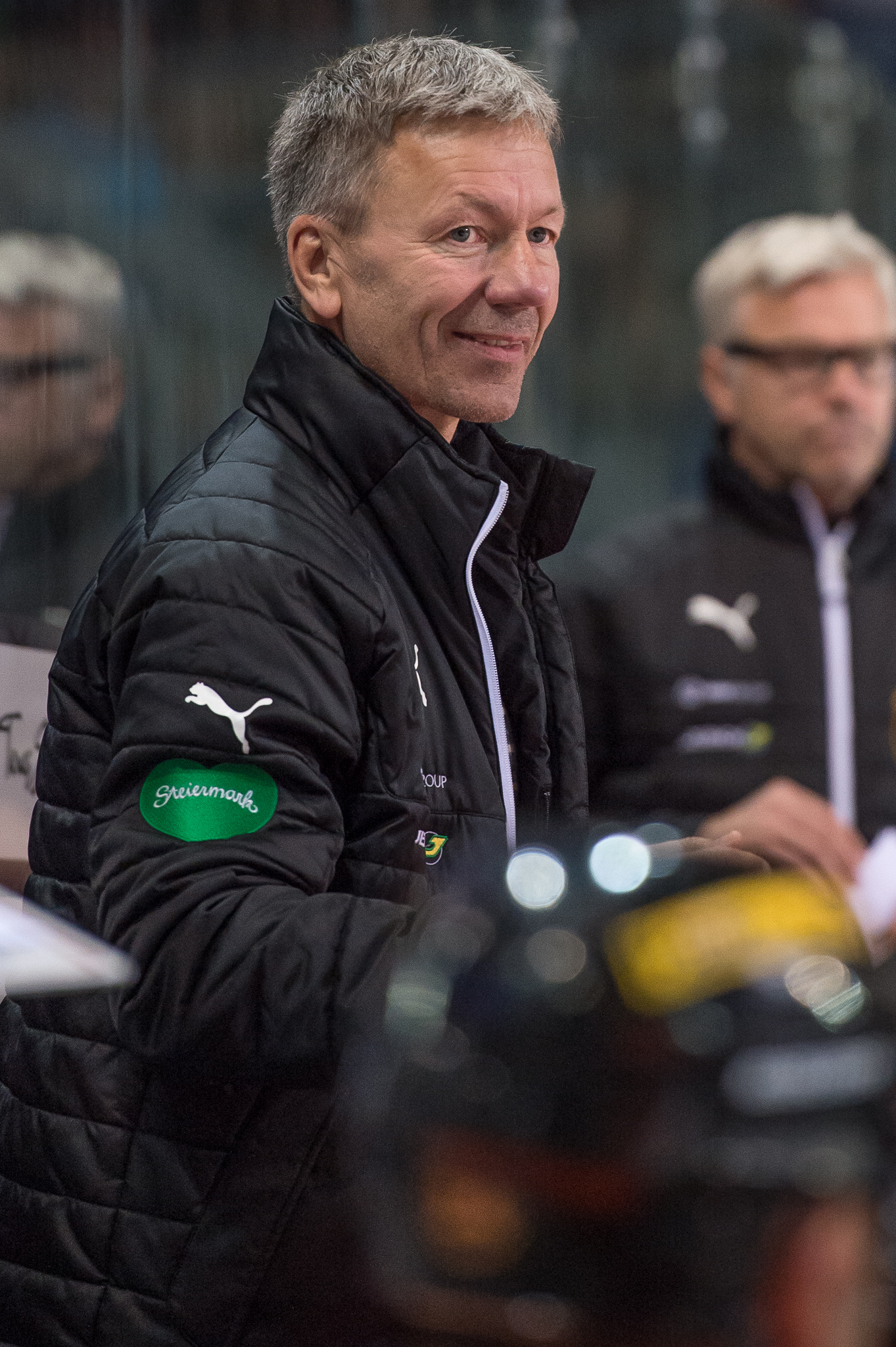
Todd Bjorkstrand a csapat edzője 2023 és 2025 között.

### Vezetőedzők
- 1930/1931 – Zavadil
- 1934/1935 – Glück
- 1935/1936 – Rudolf Tomášek
- 1936/1937 – Rudolf Tomášek
- 1937/1938 – Rudolf Tomášek
- 1938/1939 – Rudolf Tomášek
- 1939/1940 – Rudolf Tomášek
- 1941/1942 – Rudolf Tomášek
- 1942/1943 – B.Hlavaj
- 1943/1944 – B.Hlavaj
- 1945/1946 – Rudolf Tomášek
- 1948/1949 – Dr.Štolc
- 1953/1954 – Jozef Hrubeš
- 1956/1957 – Rudolf Tomášek
- 1958/1959 – Ján Radič
- 1959/1960 – Ján Radič
- 1960/1961 – Rudolf Tomašek és Alexander Cane Gemov
- 1961/1962 – Ondrej Bendík, szezon közben Alexander Cane Gemov
- 1962/1963 – Ondrej Bendík
- 1963/1964 – Alois Cetkovský
- 1964/1965 – Alois Cetkovský, szezon közben Alexander Cane Gemov
- 1965/1966 – Alexander Cane Gemov, szezon közben Karol Ulbricht és Július Maličký
- 1966/1967 – Karol Ulbricht
- 1967/1968 – Karol Ulbricht, szezon közben Milan Grandtner
- 1968/1969 – Alexander Cane Gemov
- 1969/1970 – Milan Grandtner
- 1970/1971 – Dušan Odehnal
- 1971/1972 – Dušan Odehnal
- 1972/1973 – Jozef Hrubeš
- 1973/1974 – Jozef Hrubeš
- 1974/1975 – Jozef Ivan a Milan Lištiak
- 1975/1976 – František Šimonov a Tomáš Eštok
- 1976/1977 – Karel Mach a František Šimonov
- 1977/1978 – Karel Mach a František Šimonov
- 1978/1979 – Rudolf Šindelář a František Šimonov
- 1979/1980 – Rudolf Šindelář a Július Šupler
- 1980/1981 – Rudolf Šindelář a Július Šupler
- 1981/1982 – Miroslav Nitka a Július Šupler
- 1982/1983 – Milan Skokan a Július Šupler
- 1983/1984 – Milan Skokan a Dušan Odehnal
- 1984/1985 – Jindřich Lidický a Július Šupler
- 1985/1986 – Július Šupler a Ján Kostúr
- 1986/1987 – Július Šupler a Ján Kostúr
- 1987/1988 – Karel Čapek a Pavol Svitana
- 1988/1989 – Karel Čapek a Pavol Svitana, szezon közben Svitanu František Šimonov
- 1989/1990 – Branislav Šajban és Jozef Ivan
- 1990/1991 – Milan Skokan és Miroslav Holíček
- 1991/1992 – Milan Skokan és Miroslav Holíček, szezon közben Skokana Ján Faith
- 1992/1993 – Ján Faith és Pavol Svitana
- 1993/1994 – Jozef Skokan és Tibor Daniš, szezon közben Skokana Ján Faith
- 1994/1995 – Ján Faith és Tibor Daniš
- 1995/1996 – Bedřich Brunclík és Tibor Daniš
- 1996/1997 – Ján Selvek és Juraj Bondra
- 1997/1998 – Jiří Látal és Juraj Bondra
- 1998/1999 – Jiří Látal és Juraj Bondra, szezon közben Bedřich Brunclík és Tibor Turan
- 1999/2000 – Bedřich Brunclík és Milan Jančuška
- 2000/2001 – Milan Jančuška és Tibor Turan
- 2001/2002 – Ján Šterbák és Vladimír Šandrik
- 2002/2003 – Ján Šterbák és Milan Skokan
- 2003/2004 – Milan Skokan és Vladimír Klinga később csatlakozott Ján Selvek
- 2004/2005 – Ján Faith és Vladimír Klinga, szezon közben Faitha Ladislav Svozil
- 2005/2006 – Ladislav Svozil és Vladimír Klinga
- 2006/2007 – Stanislav Berger és Vladimír Klinga, szezon közben František Hossa és Jozef Skokan
- 2007/2008 – František Hossa és Jozef Skokan
- 2008/2009 – František Hossa és Jozef Skokan, szezon közben Tibor Turan és Vladimír Turan, őket Július Pénzeš váltotta
- 2009/2010 – Vladimír Klinga és Július Pénzeš
- 2010/2011 – Ján Jaško és Róbert Spišák
- 2011/2012 – Ján Jaško és Róbert Spišák, szezon közben Jaška Ladislav Svozil által lett leváltva
- 2012/2013 – Jozef Škrak a Martin Klempa, szezon közben Milan Jančuška és Vladimír Turan
- 2013/2014 – Milan Jančuška és Vladimír Turan
- 2014/2015 – Milan Jančuška és Vladimír Turan
- 2015/2016 – Pavel Paukovček , Vladimír Turan és Miroslav Šimonovič, szezon közben Vladimíra Turana Juraj Halaj
- 2016/2017 – Petr Jonák és Ľudovít Jurínyi , szezon közben Marcel Ozimák és František Štolc
- 2017/2018 – Marcel Ozimák és František Štolc
- 2018/2019 – Roman Stantien, František Štolc és Dušan Brincko
- 2019/2020 – František Štolc, Pavel Paukovček és Ján Šimko, szezon közben Štolca és Paukovčeka Mikula
- 2020/2021 – Peter Mikula, Ján Šimko és František Štolc
- 2021/2022 – Peter Mikula és Ján Šimko, szezon közben Corey Neilson, Jozef Skokan és Radoslav Suchý, az alapszakasz vége előtt Martin Hrnčárt Corey Neilson váltotta
- 2022/2023 – Martin Hrnčár és Radoslav Suchý
- 2023/2024 – Aleš Totter, szezon közben Todd Bjorkstrand [4]
- 2024/2025 – Todd Bjorkstrand[5], szezon közben Ján Šimko[6]

## Kabala
A csapat kabalaállata a 2014-ben bemutatott Kamko, ami egy zerge a klub logója alapján.

## Kontinentális Kupa
| Csapat     | Szezon  | Csoportkör        | Végső forduló |
| ---------- | ------- | ----------------- | ------------- |
| ŠKP Poprad | 1998–99 | H csoport 2. hely | Nem jutott be |
| HK Poprad  | 2021–22 | E csoport 3. hely | Nem jutott be |

## Nézettség
| Szezon  | Átlagos nézőszám | Helyezés a ligában |
| ------- | ---------------- | ------------------ |
| 2022–23 | 1659             | 10.                |
| 2023–24 | 2 396            | 6.                 |
| 2024–25 | 2302             | 6.                 |

## Visszavonultatott mezszámok

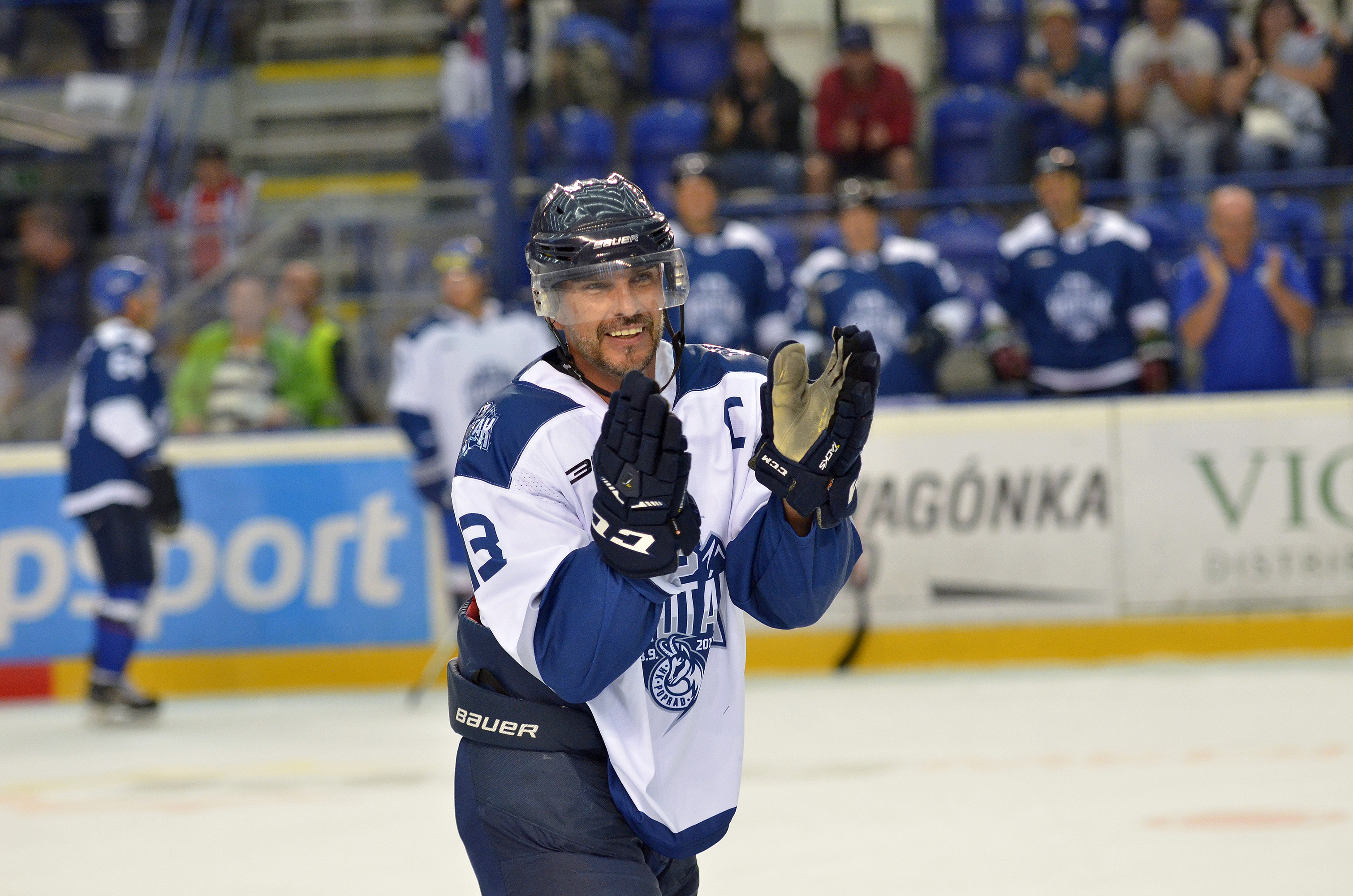
A Szlovák Extraligában legtöbb gólt szerző Arne Kroták a visszavonulása napján

| Név         | Poszt  | Mezszám | Pályafutás | Visszavonultatás     |
| ----------- | ------ | ------- | ---------- | -------------------- |
| Arne Kroták | Csatár | 13      | 1990-2019  | 2019. szeptember 13. |

## Jégcsarnok

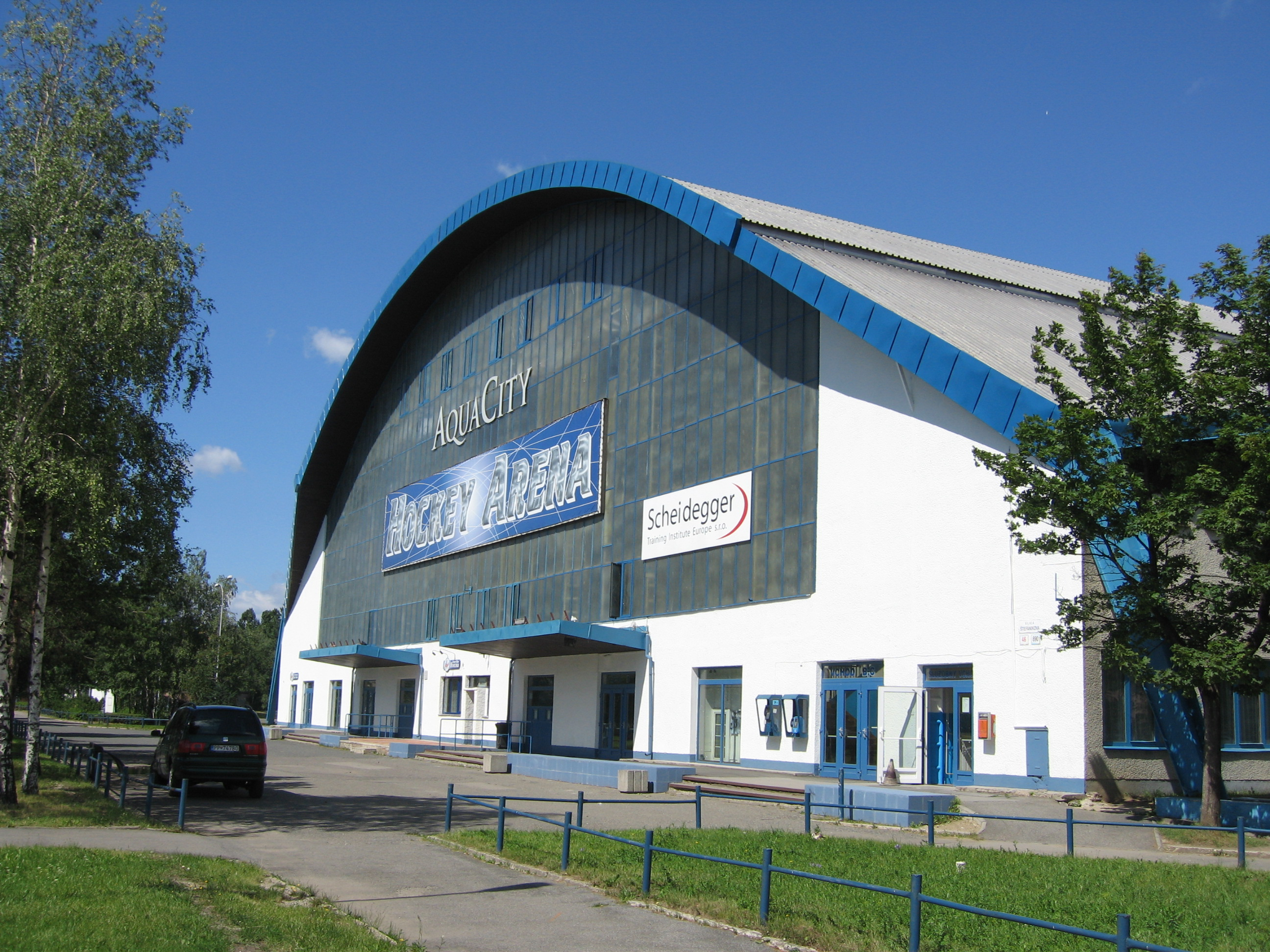
A poprádi városi jégcsarnok

A csapat jelenleg használt jégcsarnoka a Poprádi Városi Jégcsarnok, ami 4 233 fő befogadására alkalmas. A jégcsarnokot 1973-ban adták át, és több felújításon is átesett. A jégcsarnokban játszik a Popradské líšky női jégkorongcsapat is.

## Rivalizálások

#### HK Spišská Nová Ves
A poprádi és az iglói csapat rivalizálása a földrajzi közelségükből fakad, és hogy a két város a Szepesség két legnépesebb települése, emiatt is nevezik spišské derby-nek (magyarul: szepesi rangadó). Az iglói csapat a 2000-es és 2010-es években általában hiányzott az első osztályból, de 2021-től újból tagja a ligának.